# アーケン石
アーケン石(Arkenstone)は、J・R・R・トールキンの中つ国を舞台とした小説、『ホビットの冒険』に登場する宝玉である。

## 『ホビットの冒険』におけるアーケン石
ドワーフ王トーリン・オーケンシールドの先祖であるドゥリンの一族の王、スライン1世（第三紀1934 - 2190年）が、エレボール（はなれ山）の底根で発見した、白く輝く大きな宝石で、山の精髄(the Heart of the Mountain)と呼ばれている。ドゥリンの一族の家宝として伝えられてきたが、ドラゴンのスマウグがエレボールを襲った時（第三紀2770年）、アーケン石もドワーフたちの他の財宝と同様、スマウグに奪われた。
トーリン・オーケンシールド率いるドワーフたちは、ホビットのビルボ・バギンズと共に、先祖の宝をスマウグから奪回するためにエレボールへの遠征を行ったわけだが、トーリンが何にもまして取り戻したいと熱望していたのが、このアーケン石であった。
トーリンはアーケン石を次のように描写している：

「アーケン石、ああ、アーケン石よ！」とトーリンは、夢みるようにひざの上にあごをのせて、くらやみのなかでつぶやきました。「千の切りだし面をもった大きな球じゃった。火をうければ白銀のごとく、日の光にかざせば水のごとく、星々の下で見れば雪のごとく、月の光をあびて雨のごとく、かがやいたものよ。」

アーケン石をスマウグの財宝の山の中から発見したのは、ビルボであったが、彼が近づくにつれてその白い輝きは増し、ぼうと青白い光を放った。「ビルボのたいまつの火のゆらめきにはえて、石のおもては、虹のようにちらちらとさざなみだつあらゆる色あやに彩られ」、「このアーケンの石は、その上に落ちるあらゆる光をおさめて、虹の多彩をまじえたさんぜんたる白光の千万の滝にかえてしまう」のだった。
この石の魔力にひかれて、ビルボの手は石へとのびた。彼の小さな手では覆うことができない大きさであり、また重くもあったのだが、彼は目を閉じると石を持ち上げ、自分のポケットの奥深くへとしまい込んだ。そして、トーリンが何よりもこの石を欲していることを知りながらも、この重大な発見を秘密にしていた。
スマウグは、怒りの矛先を湖の町エスガロスにも向け、甚大な被害を与えるが、バルドによって射殺される。この竜退治の勇者バルドが、湖の町を代表してドワーフたちにスマウグの宝の分配を求めると、ドワーフたちはこれを拒絶する。この紛糾を解決すべく、ビルボは山に立てこもったドワーフたちの元をこっそり抜けだし、アーケン石をバルドに差し出す。トーリンが「黄金の川もおよばぬ」と言い、また「トーリンの命」であるこの石を、ドワーフたちとの交渉に使ってもらいたいと申し出たのであった。
バルド、エルフ王スランドゥイル、そしてガンダルフは、これをドワーフたちとの取引の切り札として提示するが、トーリンたちのもとには親族の鉄の足ダインも援軍に加わり、宝をめぐる紛争は戦いへと転じたのだが、その直後にゴブリンとワーグの急襲を受け、ドワーフたちは一転、エルフと人間と共に共通の敵であるゴブリンとオオカミと戦う。この五軍の合戦において、トーリンは致命傷を負い、落命した。
トーリンは山の奥底深くに葬られ、トーリンの亡骸の胸には、バルドの手により、アーケン石が置かれた。

「山がくずれるまで、その胸にいこわせよう！」とバルドがいいました。「ここに住むトーリンのともがらに、のちのちまでよい幸せをもたらすように！」

## アーケン石 (Arkenstone) の語源
Arkenstoneの語源は、古英語のeorclanstān「宝石」である 。この古英語の単語は、eorcnan-, eorcan-, earcnan-といったヴァリアントがあるが、『ベーオウルフ』の第1208行に使われている(eorclan-stānas)。
また、キュネウルフによる古英語詩『キリスト 第一部』では、earcnanstān「宝石／聖なる石」という語が使われており、古英語のeor-は現代英語においてear-と変化するのに対して、ear-で始まる語はar-となることから、ジョン・D・ラトリフは、トールキンのArkenstoneの語源は、『ベーオウルフ』のeorclan-stānasよりも『キリスト 第一部』のearcnanstānの可能性が高いと指摘している。
古ノルド語の『古エッダ』の『ヴォルンドルの歌』におけるiarknasteinaも同語源である。
ヤーコプ・グリムの『ドイツ神話学』第3巻 (1844年版)において、グリムはゴート語のaírkna-stáins（aírknisは「神聖な」の意）と古高ドイツ語のerchan-steinが対応すると述べており、「乳白色の卵形のオパール」ではないかと言っている。
トールキンはドワーフたちの名前を『古エッダ』の冒頭の『巫女の予言』から採っているので、古ノルド語の形を英語化したものと考えることも可能である。

## アーケン石に関する考察
アーケン石は、初期の原稿においては、｢ギリオンの宝石」(the gem of Girion)となっていた。
ダグラス・アンダーソンおよびジョン・ラトリフが指摘しているように 、『ホビットの冒険』のアーケン石と『シルマリルの物語』の宝石シルマリルは、非常に似通った描写をされている。

地の底最も深く設けられた宝庫の闇の中にあってさえ、シルマリルはそれ自身の光で、あたかもヴァルダの星々の如く輝いたのである。しかもなおシルマリルは、まことに生けるものであるが故に、光を喜び、受けた光を照り返し、さらに陸離たる光彩を放つのであった。

トールキンは、自らの神話作品The Earliest Annals of Valinorの古英語のヴァージョンを書いているが、この中で、アーケン石の語源であるeorclanstānasという単語を、シルマリルの宝石に用いている。
ゴート語のaírkna-stáinsの｢聖なる石」という概念は、シルマリルにも相当するものである。
また、シルマリルに対するフェアノールの激しい所有欲と、アーケン石に対するトーリンのそれとも共通し、両者の悲劇の元となっている。
『ホビットの冒険』の執筆時において、トールキンが自らの神話作品のシルマリルをアーケン石として「引用」したという解釈もある。
またラトリフが指摘しているように、『ホビットの冒険』においてビルボがアーケン石を偶然発見し、ポケットに収めた行為は、ビルボの指輪発見の状況とも共通している。『ホビットの冒険』における指輪は、ゴクリの執着ぶりにその片鱗が認められるものの、『指輪物語』におけるような抗しがたい所有欲を引き起こし、影響力を振るうものではない。『ホビットの冒険』でアーケン石に与えられたその魔力が、『指輪物語』における指輪に引き継がれたと解釈することもできる。